# Żbik korsykański
Żbik korsykański – odizolowana populacja kotów o niepewnym statusie taksonomicznym; kolejno uznawany za odrębny gatunek (Felis reyi), za podgatunek kota nubijskiego (jako Felis lybica reyi) lub za zdziczałego kota domowego (Felis catus).
W 2019 roku kilka źródeł poinformowało o rzekomym odkryciu korsykańskiego żbika jako nieznanego wcześniej gatunku kota, nazywając go „kotolisem” (po korsykańsku: ghjattu-volpe). Trwają badania tego zwierzęcia jako potencjalnie nowego gatunku.

## Historia i taksonomia
W 1929 roku M. Rey-Jouvin, nauczyciel liceum w Bastii, znalazł skórę i czaszkę samicy dzikiego kota w okolicy Étang de Biguglia. W tym samym roku materiał ten został zbadany i opisany przez Louisa Lavaudena, który wskazał go jako holotyp nowego gatunku Felis reyi, korsykańskiego żbika. Nazwę gatunkową reyi nadano na cześć M. Rey-Jouvina. Jednak Reginald Innes Pocock, który dokonał inspekcji skóry kota w kolekcji Muzeum Historii Naturalnej w Londynie, przeklasyfikował go jako podgatunek kota nubijskiego, uznając, że Felis reyi i Felis lybica sarda to gatunki tożsame. Przyznał wprawdzie, że z powodu braku materiału nie był w stanie rozstrzygnąć tej kwestii definitywnie. Na podstawie późniejszych badań zooarcheologicznych na Korsyce przyjęto, że gatunek ten został wprowadzony na wyspę w czasach Cesarstwa Rzymskiego i prawdopodobnie pochodzi od kota domowego i od 2017 roku nie był już uważany za osobny gatunek ani podgatunek.
Jednak w styczniu 2023 r. opublikowano artykuł naukowy zawierający wyniki badań genetycznych żbików korsykańskich, w których wykazano, że różnią się one genetycznie zarówno od gatunków żbików europejskich, jak i kotów domowych.

## Opis
Żbik korsykański jest ciemniejszy od żbika sardyńskiego, ma krótszy ogon i ciemnobrązowy tył uszu.
Strażnicy parku narodowego na północy Korsyki opisują „kotolisa” jako mierzącego około 90 cm (od głowy do ogona). Przednie nogi są pręgowane, tylne są bardzo ciemnobrązowe, a futro na brzuchu jest rudobrunatne; cała sierść jest gęsta i jedwabista. Najbardziej charakterystyczny jest ogon: pierścieniowaty, z czarną końcówką.

## Inne informacje
Żbik korsykański pojawia się w folklorze lokalnych pasterzy jako kot leśny atakujący wymiona owiec i kóz.